# Düzdidil Kadın
Düzdidil Kadın (1825? Předkavkazsko - 18. srpna 1845 Istanbul) byla konkubína osmanského sultána Abdulmecida I.

## Život
Narodila se v Čerkesi jako Ayşe Dişan. Její otec byl Şıhım Bey Dişan, její matka byla abchazská princezna. Když ji bylo šest let, byla poslána do Istanbulu společně s její opatrovatelkou Emine Hanim. Yahya Bey je přivedl do sultánova harému, kde byla získala jméno Düzdidil, zároveň v paláci Topkapi dostávala soukromé lekce piána. V roce 1839 ji provdali za sultána. Stala se však obětí epidemie tuberkulózy, která tehdy zasáhla Istanbul. V roce 1844 ji byl darován soubor modliteb, který jí měl pomoci při léčbě. Soubor modliteb se dochoval dodnes.
Zemřela v srpnu 1845 a je pohřbena v hrobce žen z dynastie. Její dceru Cemile Sultan, které byly v době smrti Düzdidil Kadın pouhé dva roky, adoptovala další sultánova žena Perestu Kadin.

## Potomstvo
Düzdidil měla spolu se sultánem pět dcer:
- Mevhibe Sultan (31. května 1840 – 9. února 1841)
- Neyyire Sultan (13. října 1841 – 18. prosince 1843)
- Münire Sultan (13. října 1841 – 18. prosince 1843)
- Cemile Sultan (17 August 1843 – 26. února 1915);
- Samiye Sultan (23. února 1845 – 18. dubna 1845).